# Lorenzo Bugli
Lorenzo Bugli (Borgo Maggiore, 20 febbraio 1995) è un politico sammarinese.
È un esponente del Partito Democratico Cristiano Sammarinese. Ricopre la Presidenza dei Giovani Democratico Cristiani dal 2017. È membro del Consiglio Grande e Generale della Repubblica di San Marino, ed è stato Consigliere della Giunta di castello di San Marino Città.

## Biografia
Nato a Borgo Maggiore (RSM), è diplomato in ragioneria.

### Carriera politica
Si iscrive tra le file del Partito Democratico Cristiano Sammarinese nel 2013 ricoprendo diversi ruoli, da direttore del periodico giovanile Azione al ruolo di vicesegretario di sezione di Città, fino a divenire nel 2017 presidente dei Giovani Democratici Cristiani riallacciando i rapporti con il Partito Popolare Europeo e avviando la Scuola di Formazione Politica.
Membro della Direzione del Partito dal 2017, è responsabile dei rapporti internazionali (PPE) dal 2020.
Nel 2014 è stato eletto come Consigliere della Giunta di Castello di San Marino Città, e nel 2019 membro della Commissione per le Politiche Giovanili.
L’8 dicembre del 2019 viene eletto all’interno del Consiglio Grande e Generale della Repubblica di San Marino, ricoprendo il ruolo di membro della Commissione Consiliare Permanente Affari Esteri (dal 2019) e quello di membro del Gruppo Nazionale presso l’Unione Interparlamentare (dal 2019).

### I Giovani Democratico Cristiani
Lorenzo Bugli diventa presidente dei GDC Giovani Democratico Cristiani il 31 gennaio del 2017, riconfermato nel ruolo di Presidente al XVII Congresso del 19 settembre 2020 “USCIRE DALLA CRISI COSTRUENDO IL FUTURO”. Durante questo periodo riesce a traghettare il Movimento giovanile dallo stallo nel quale si trovava ad una vera e propria forza politica, capace non soltanto di supportare il Partito Democratico Cristiano Sammarinese ma anche di esserne protagonista in tante occasioni.
Significativi i passaggi raggiunti nel triennio 2017-2020 della Presidenza che vanno in questo senso: forte affermazione sul fronte dei rapporti internazionali attraverso la partecipazione allo YEPP, al DEMYC e all'EDS; i GDC hanno avuto inoltre l'onore di essere tra i firmatari della fondazione del giovanile IDC-CDI nel ottobre 2019; l'aver strutturato la prima vera scuola di Formazione Politica 'Essere per Esserci, Conoscere per Agire, nel corso della quale sono stati affrontati temi essenziali per una corretta vita politica e sono state acquisite le tecniche di comunicazione dal giornalismo ai social al public speaking; l'aver portato avanti un'azione comunicativa nel Paese focalizzata a valorizzare ogni singolo membro e a supporto delle attività del PDCS, dall'organizzazione del Congresso Generale alla Conferenza programmatica, dal 70º anniversario al referendum in materia elettorale, fino alle elezioni politiche.

## Attività Politica
Dall'entrata in Consiglio Grande e Generale, l'Onorevole Lorenzo Bugli ha ricoperto numerose cariche.

### Incarichi Politici
- Membro della Commissione Consiliare Permanente Affari Esteri (dal 2019 a data odierna)
- Membro del Gruppo Nazionale presso l’Unione Interparlamentare (dal 2019 a data odierna)
- Consigliere (dal 2019 a data odierna)
- Membro della Direzione del PDCS (dal 2017 a data odierna)
- Presidente GDC (dal 2016 a data odierna)
- Membro del Consiglio Centrale del PDCS